# Рио-Кларо (река)
Рио-Кларо (также Рио-Деречо, исп. Río Claro (Derecho)) — река на севере области Кокимбо в Чили, левая составляющая Эльки. Длина реки — 65 километров, площадь водосборного бассейна — 1512 км².
Начинается на северном склоне горы Волькан, течёт по горам сначала в северо-западном, затем в северном направлении. В нижнем течении на реке стоят селения Уньон, Монте-Гранде, Пайгуана, Чаньяр-Бланко; в устье — Ривадавия. При слиянии с Рио-Турбио на высоте 820 метров над уровнем моря образует Эльки. Максимум стока приходится на период с ноября по январь.
В долине реки находится небольшое количество земли, используемой для сельского хозяйства.
Основной приток — река Кочигуас — впадает справа.